# Raül García Paolicchi
Raül García Paolicchi (ur. 30 grudnia 1952) – andorski szachista i trener szachowy, mistrz FIDE od 1993 roku.

## Kariera szachowa
Od 1984 do 2012 r. uczestniczył we wszystkich rozegranych w tym okresie piętnastu szachowych olimpiadach (w tym 8 razy na I szachownicy), największy indywidualny sukces odnosząc w 1990 r. w Nowym Sadzie, gdzie za wynik 10½ pkt z 14 partii na I szachownicy otrzymał złoty medal. Czterokrotnie (Andora 1987, Lizbona 1993, Linares 1995, Escaldes 1998) startował w turniejach strefowych (eliminacji mistrzostw świata), nie osiągając jednak żadnych sukcesów. W 1994 r. zwyciężył w otwartym turnieju w Mollerussie, rok później zajmując w tym mieście II miejsce. W 2001, 2002 i 2005 r. trzykrotnie zdobył tytuły indywidualnego wicemistrza Andory.
Najwyższy ranking w swojej karierze osiągnął 1 lipca 1998 r., z wynikiem 2340 punktów zajmował wówczas 1. miejsce wśród andorskich szachistów.